# Respawn Entertainment
Respawn Entertainment (vaak afgekort tot Respawn) is een onafhankelijke computerspelontwikkelaar uit Sherman Oaks, Californië. Het bedrijf is in 2010 opgericht door Vince Zampella en Jason West, bekend van hun bijdragen aan de Call of Duty-serie bij Infinity Ward. In 2017 werd de studio overgenomen door Electronic Arts.

## Geschiedenis
Begin maart 2010 werden Jason West en Vince Zampella ontslagen bij Infinity Ward door moederbedrijf Activision na vermeend contractbreuk aan de kant van West en Zampella. Dat werd echter tegengesproken door West en Zampella die vertelden dat zij nadat hun contract afliep in 2008 nog onder valse voorwaarden Call of Duty: Modern Warfare 2 hebben gemaakt, maar daarna zijn ontslagen zodat Activision de royalty's van het spel niet aan de twee hoefden uit te betalen. Hierop reagerend namen veel andere werknemers van Infinity Ward ook ontslag en besloten de ex-werknemers van Infinity Ward samen een studio op te richten: Respawn Entertainment.
In maart van 2013 werd bekend dat Jason West vertrokken was bij Respawn Entertainment wegens familiekwesties. Hij blijkt niet betrokken te zijn geweest in de ontwikkeling van Respawns eerste spel.
Tijdens de persconferentie van Microsoft op de E3 van 2013 werd Titanfall, het eerste spel van de studio, officieel onthuld. Op 13 maart 2014 kwam het spel uit voor Windows, de Xbox 360 en de Xbox One.
Tijdens een interview met IGN in maart 2014 bevestigde Vince Zampella dat Respawn bezig is met een opvolger voor Titanfall. In 2016 kwam Titanfall 2 uit voor de PlayStation 4, Windows en de Xbox One
In 2017 werd de studio door uitgever Electronic Arts overgenomen. Volgens Kotaku werd Electronic Arts aangezet om de studio te kopen nadat de Zuid-Koreaanse uitgever Nexon een bod op Respawn had gedaan.

## Computerspellen
| Jaar | Titel                            | Platform                         |
| ---- | -------------------------------- | -------------------------------- |
| 2014 | Titanfall                        | Windows, Xbox 360, Xbox One      |
| 2016 | Titanfall 2                      | PlayStation 4, Windows, Xbox One |
| 2017 | Titanfall: Assault               | Android, iOS                     |
| 2019 | Apex Legends                     | PlayStation 4, Windows, Xbox One |
| 2019 | Star Wars Jedi: Fallen Order     | PlayStation 4, Windows, Xbox One |
| 2020 | Medal of Honor: Above and Beyond | PC                               |